# Jedem das Seine

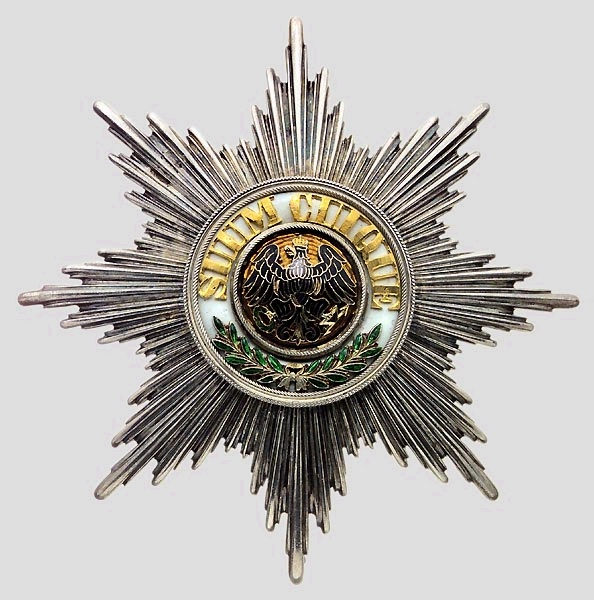
Suum cuique als Devise des Schwarzen Adlerordens

Die lateinische Redewendung Suum cuique (deutsch: Jedem das Seine im Sinne von Jedem nach seinem Verdienst) ist seit antiken philosophischen Theorien der Moral und Politik ein für die Fassung von Begriffen des Rechts und der Gerechtigkeit, insbesondere der Verteilungsgerechtigkeit, vielfach ins Spiel gebrachtes Prinzip (siehe auch Verteilungsprinzip). Es besagt, dass jedem Bürger eines Gemeinwesens das zugeteilt wird (bzw. werden soll), was ihm gebührt, etwa durch gerechte Güterverteilung. Je nach politischer Theorie oder praktischem Bezug werden verschiedene Präzisierungen vorgeschlagen. Der Status eines solchen Prinzips wird unterschiedlich bewertet.
Während der Zeit des Nationalsozialismus wurde „Jedem das Seine“ als Inschrift am Eingangstor des KZ Buchenwald missbraucht.

## Herkunft

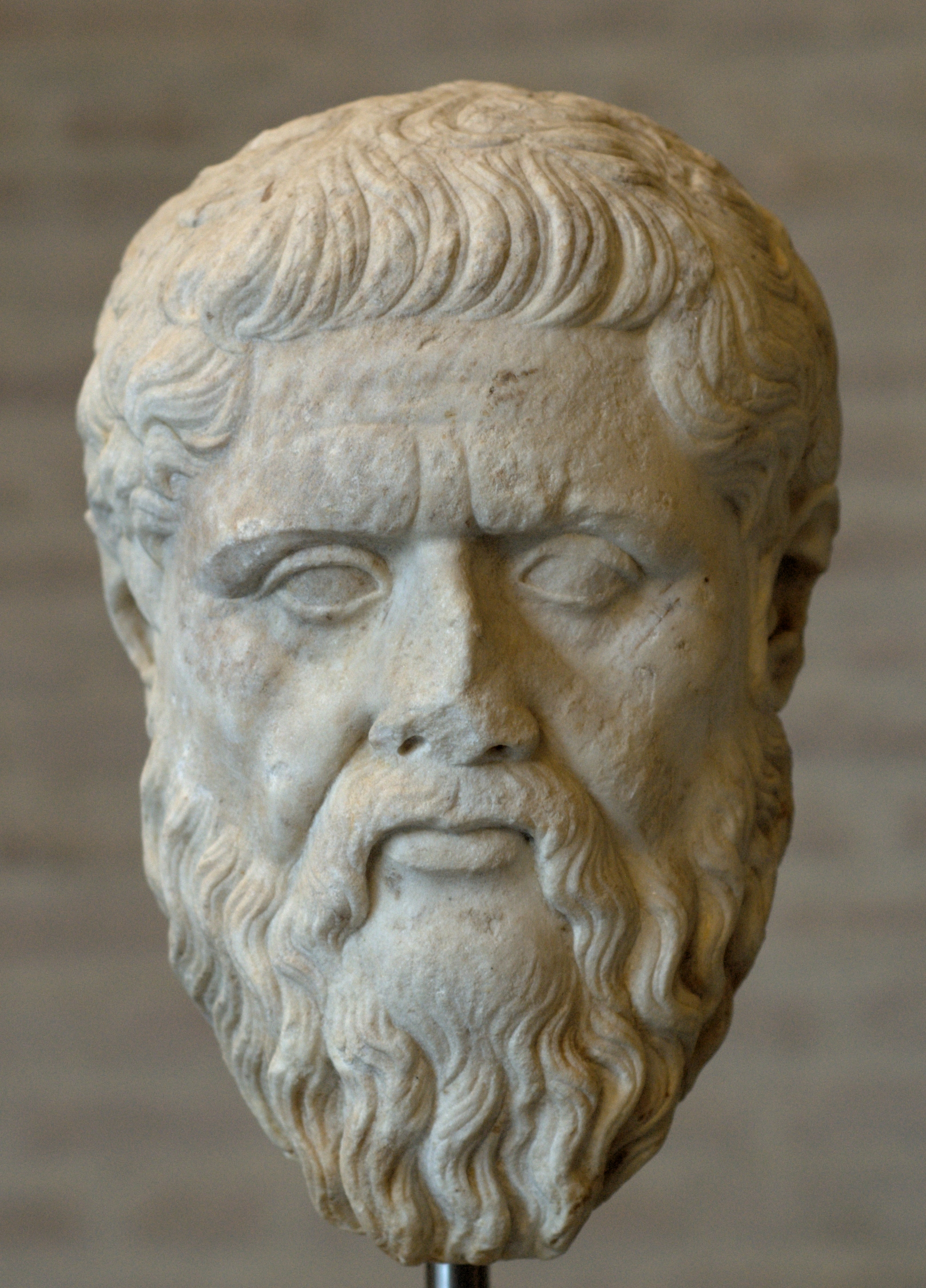
Platon

Suum cuique geht als Grundsatz auf das antike Griechenland zurück. In der Politeia stellte Platon fest, dass Gerechtigkeit besteht, „wenn man das Seine tut und nicht vielerlei Dinge treibt“ (τὸ τὰ αὑτοῦ πράττειν καὶ μὴ πολυπραγμονεῖν δικαιοσύνη ἐστί to ta hautou prattein kai me polypragmonein dikaiosyne esti, IV 433a). Jeder soll das Seine tun, und zwar in Art und Umfang so, wie es seinem Wesen, seinen Möglichkeiten und den individuellen Umständen entspricht (Idiopragieformel). Ergänzend erklärte Platon, dass auch jeder das Seine bekommen und dass niemandem das Seine genommen werden soll (433e).
Über diese Verteilungsgerechtigkeit, die dem Lohn und damit auch dem Besitz zugrunde liegt, äußert sich Aristoteles ausführlich in Buch 5 der Nikomachischen Ethik. Wie er ausführt, handelt es sich dabei um proportionale Verhältnisse, in denen jeweils vier Begriffe zueinander in Beziehung gesetzt sind. Damit jeder das ihm Zustehende erhält, muss sich Person A zu Person B verhalten wie C (das der Person A Zugeteilte) zu D (das der Person B Zugeteilte). „Die Verbindung des A mit dem C und die des B mit dem D ist die Verteilungsgerechtigkeit.“ Ungerechtigkeit und Unrecht sind nach dieser Definition also ein Zuviel oder ein Zuwenig für den Einzelnen. Dabei ist sich Aristoteles des Problems bewusst, das darin besteht, welches Kriterium für die Feststellung dieser Proportion zwischen A und B gelten soll: „Dass die  Gerechtigkeit im Zuteilen gemäß einer Wertigkeit geschehen muss, wird allgemein anerkannt; aber als diese Wertigkeit bezeichnen nicht alle das Nämliche, sondern die Demokraten die Freiheit, die Oligarchen den Reichtum, andere die Hochwohlgeborenheit, wieder andere die Tüchtigkeit.“

## Gebrauch

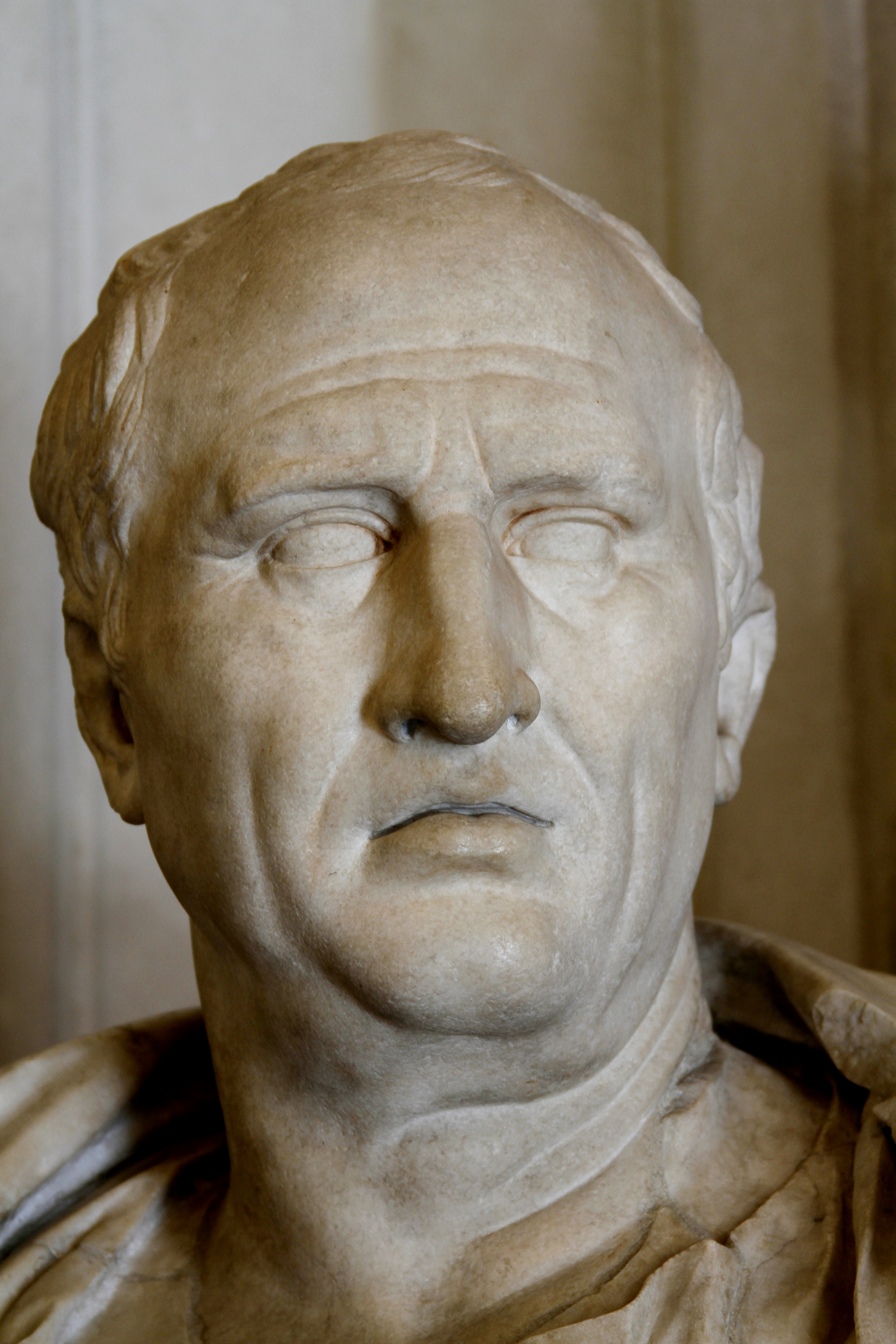
Cicero

In dem politischen und juristischen Sinne „Jedem das Seine zuteilen“ wird die Formel unter anderem bei Cicero, De legibus 1, 6 19, verwendet, der dort an die Ableitung des griechischen Substantivs νόμος nómos („Gesetz“; von dem Wort  νέμειν némein „zuteilen“) erinnert: Eamque rem (gemeint: legem) illi Graeco putant nomine a suum cuique tribuendo appellatam – „Und diese Sache [das Gesetz] sei, wie jene glauben, mit ihrer griechischen Bezeichnung nach dem ‚jedem das Seine Zuteilen‘ benannt“.
Auch in Ciceros De officiis I,15, findet sich der Ausdruck: […] in hominum societate tuenda tribuendoque suum cuique et rerum contractarum fide – „[…] in der Aufrechterhaltung der Gesellschaft der Menschen, darin, einem jedem das Seine zukommen zu lassen sowie in der Verlässlichkeit vertraglicher Abmachungen“.
In den Institutionen des Kaisers Justinian heißt es ganz zu Beginn, im ersten Teil des Corpus Iuris Civilis: iuris praecepta sunt haec: honeste vivere, alterum non laedere, suum cuique tribuere. – „Die Gebote des Rechts sind diese: Ehrenhaft leben, den anderen nicht verletzen, jedem das Seine gewähren“ (Inst. 1,1,3). Bei Ulpian im Corpus Iuris Civilis, Digesten 1, 1, 10, heißt es: Iustitia est constans et perpetua voluntas ius suum cuique tribuendi – „Die Gerechtigkeit ist der beständige und dauerhafte Wille, jedem sein Recht zukommen zu lassen“. Dieser Satz wurde dann vom Verfasser der Institutionen, Tribonian, als Definition an den Anfang des Gesamtwerkes gestellt (Inst. 1,1,1).
Hugo Grotius, ein Rechtsphilosoph und Vordenker der Aufklärung, verwandte den Begriff in seiner Eigentumstheorie. In der lateinischen Version ist die Redewendung die Ordensdevise des 1701 von Friedrich I. gestifteten Schwarzen Adlerordens und preußisches Staatsmotto. Der römische Gerechtigkeitsgrundsatz Suum cuique ist an öffentlichen Gebäuden wie z. B. Schlössern, Rathäusern und Gerichten zu finden. Im Vatikan ist Unicuique suum seit dem Gründungsjahr 1861 das erste der beiden Mottos der päpstlichen Zeitung L’Osservatore Romano.
In der Bundeswehr ist Suum cuique, abgeleitet von der Devise des preußischen Schwarzen Adlerordens, das Motto der Feldjägertruppe. Es war auch im Verbandsabzeichen des Luftlandeunterstützungsbataillons 262 enthalten; das Bataillon wurde zum 31. März 2015 aufgelöst. Im Juni 2022 wurde bekannt, dass das Bundesverteidigungsministerium das Motto der Feldjägertruppe im Hinblick auf seine Traditionswürdigkeit überprüfen wolle. Im September 2022 teilte das Ministerium nach Überprüfung mit, dass dieses „wertegebundene Identitätssymbol“ nicht vom Truppengattungsabzeichen entfernt werde. Bei suum cuique handele es sich um einen schon aus der Antike überlieferten Rechtsgrundsatz, im Sinne von Gerechtigkeit jedem das ihm Zustehende zu gewähren.

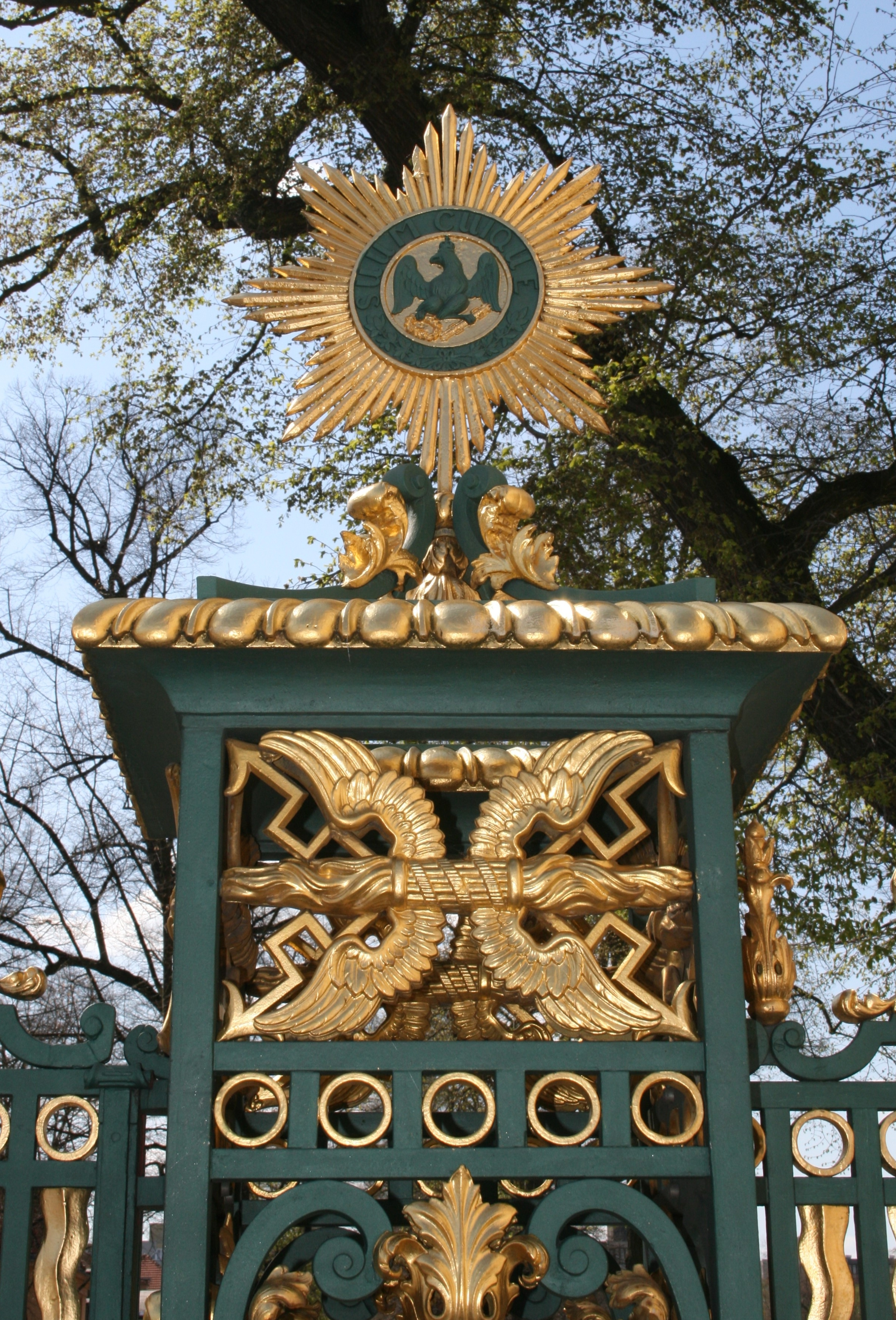
Am Zaun des Schlosses Charlottenburg
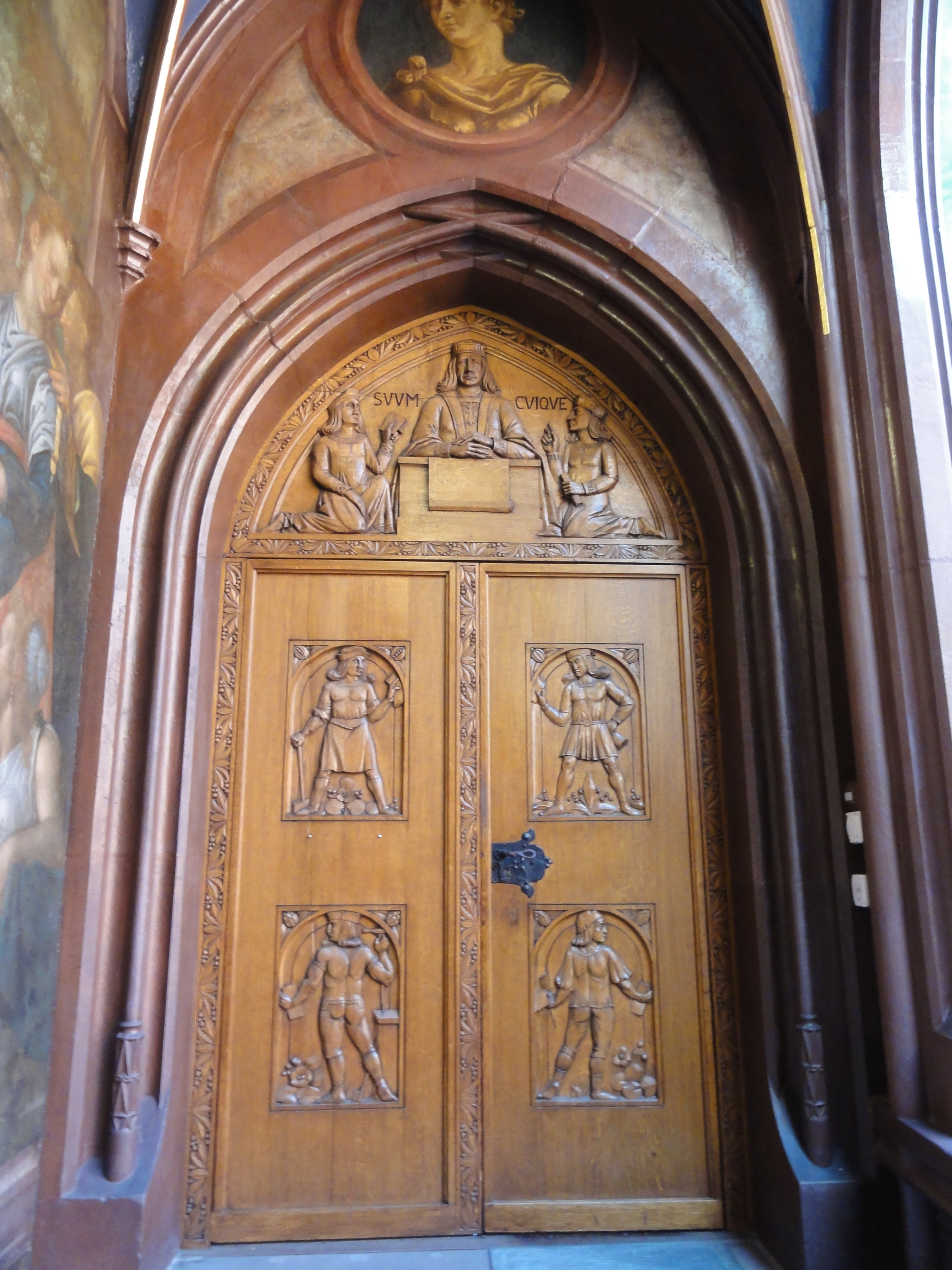
An der Tür des Rathauses Basel
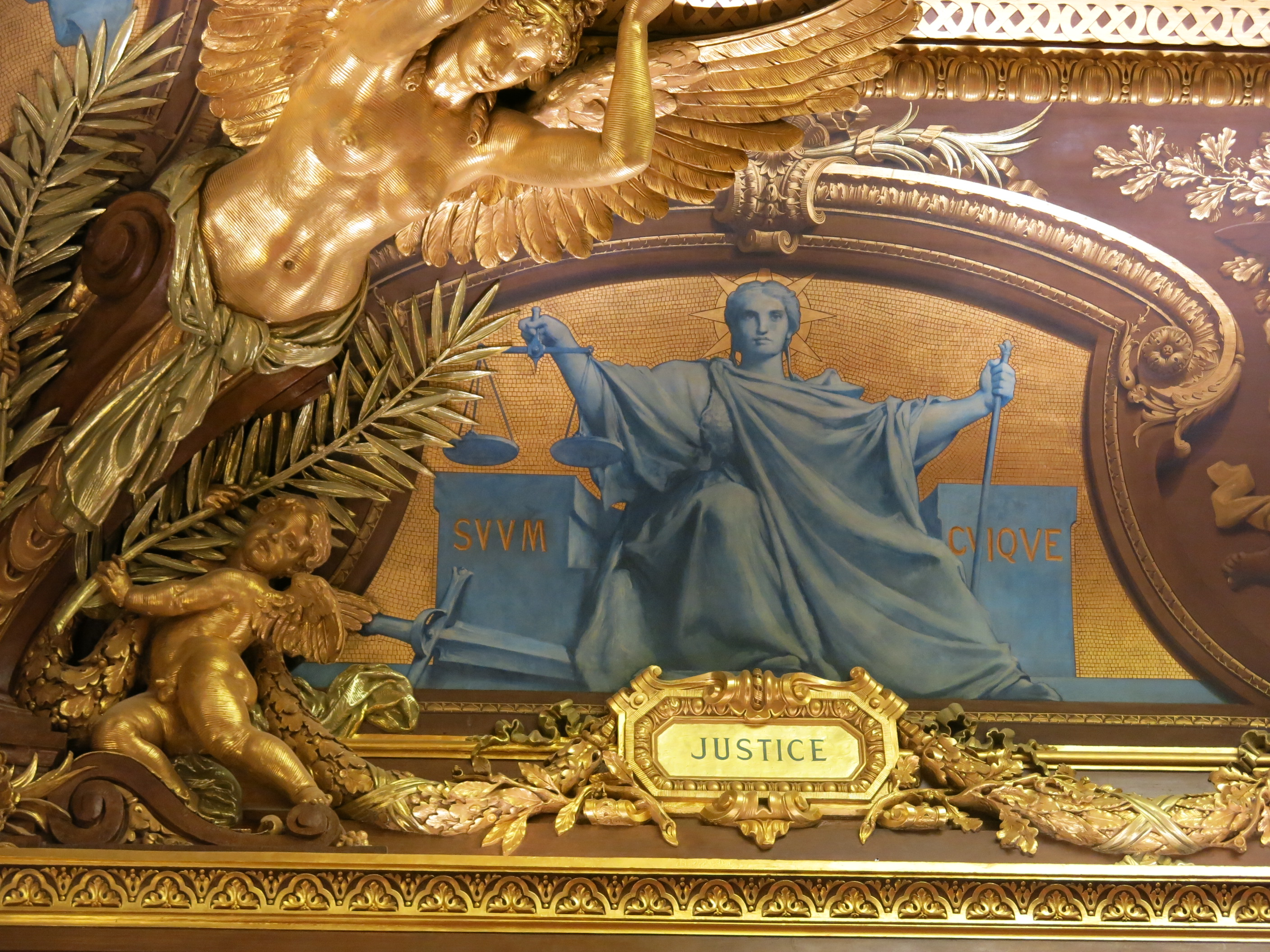
Im Sitzungssaal des Staatsrats Frankreich
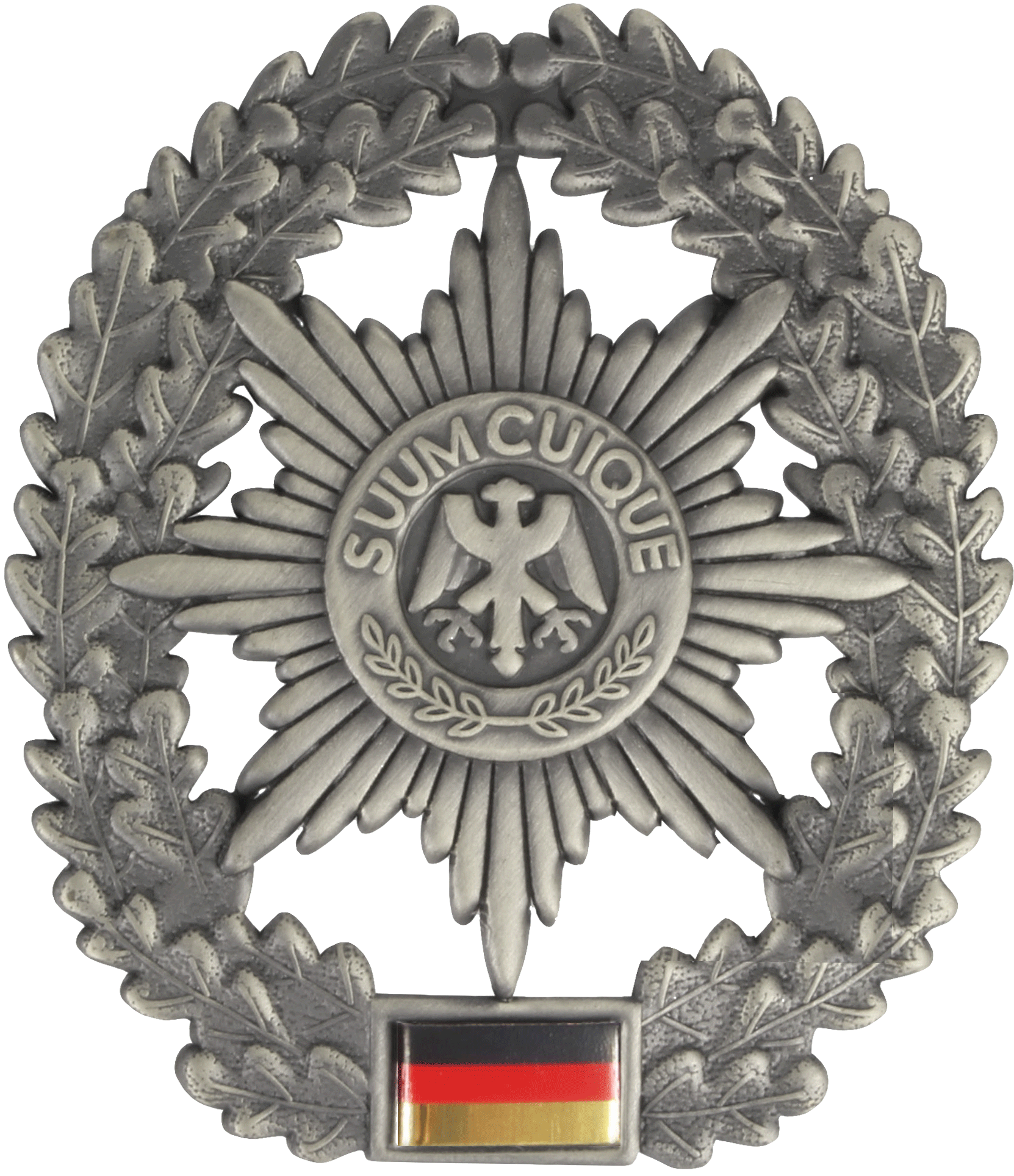
Am Barettabzeichen der Feldjägertruppe
Im Untertitel des L’Osservatore Romano

## Missbrauch

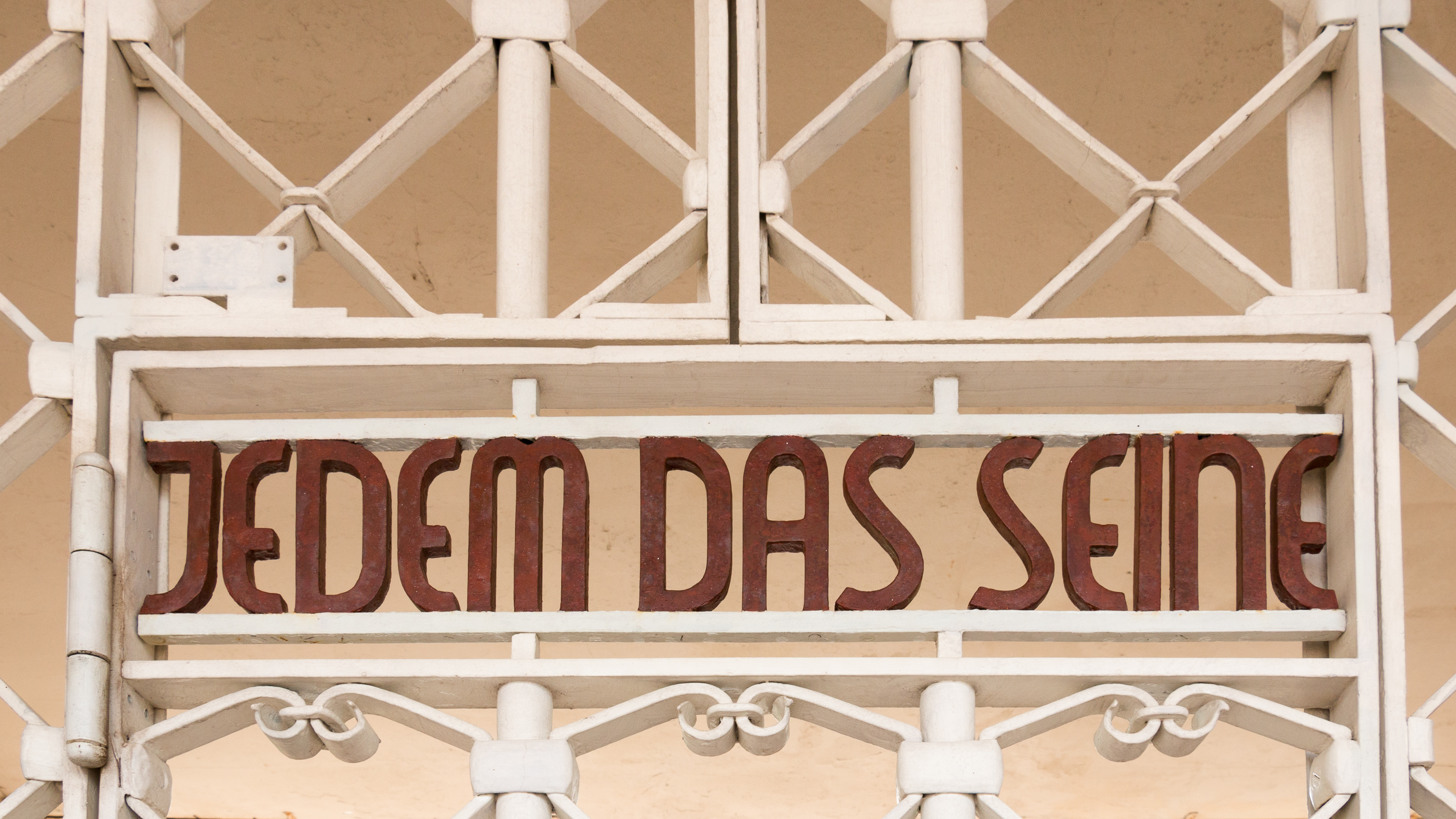
„Jedem das Seine“ am Eingangstor des Konzentrationslagers Buchenwald

1937 baute die SS das Konzentrationslager Buchenwald auf dem Ettersberg bei Weimar. Der Spruch „Jedem das Seine“ wurde im schmiedeeisernen Tor des Häftlingslagers angebracht. Dies stellt eine Besonderheit dar, wurde doch in anderen Lagern, wie Dachau, Sachsenhausen, Groß-Rosen, Theresienstadt oder Auschwitz immer wieder auf das Motto „Arbeit macht frei“ zurückgegriffen. Den Entwurf für den Schriftzug zeichnete der Künstler und Bauhausschüler Franz Ehrlich, der in Buchenwald als politischer Häftling interniert war. Eine weitere Besonderheit war, dass „Jedem das Seine“ von innen, vom Appellplatz des Häftlingslagers aus lesbar war, sich also direkt an die Lagerinsassen richtete, während sich die von außen lesbaren Torsprüche der anderen KZ an die SS-Bediensteten bzw. die Bevölkerung wandten. Die menschenverachtende Aussage ist eindeutig: Jeder bekommt, was ihm – der faschistischen Logik entsprechend – zusteht.
In den 1990er Jahren setzte ein kritischer Umgang ein, der unter anderem in der Auseinandersetzung um Trutz Hardos 1996 erschienenen Roman Jedem das Seine seinen Ursprung hatte. Hardo rechtfertigt in dem Roman den Holocaust, indem er ihn als Vollstreckung des „Karmagesetzes“ interpretiert, jedem Insassen von Buchenwald sei „in konzentrierter Weise das ihm aus karmischer Gesetzmäßigkeit zustehende Schicksal zugewiesen, um seine Verschuldung abzuarbeiten und dadurch frei zu werden.“ Das Amtsgericht Neuwied verurteilte Hardo am 4. Mai 1998 wegen „Volksverhetzung in Tateinheit mit Beleidigung und der Verunglimpfung des Andenkens Verstorbener“ zu einer Geldstrafe und untersagte die Weiterverbreitung des Buches. Damit wurde gerichtlich klargestellt, dass es in Deutschland verboten ist, sich „Jedem das Seine“ in der nationalsozialistischen Bedeutung der Buchenwalder Inschrift öffentlich zu eigen zu machen und so das nationalsozialistische Unrecht zu rechtfertigen.
1998 hatte Nokia mit "Jedem das Seine" für austauschbare Handy-Gehäuse geworben. Nachdem das American Jewish Commitee scharf gegen die Verwendung des Zitats protestiert hatte, wurden die Plakate zügig mit dem Titel einer Shakespeare-Komödie überklebt: "Was ihr wollt".
In Gerichtsverfahren gegen einen Mann, der auch Mitglied der rechtsextremen Nationaldemokratischen Partei ist, urteilten im Dezember 2015 das Amtsgericht Oranienburg, im November 2016 das Landgericht Neuruppin und im April 2017 das  Brandenburgische Oberlandesgericht, dass eine Tätowierung, die einen Auschwitz-Wachturm und das Buchenwald-Logo „Jedem das Seine“ darstellt, als Billigung des Massenmordes an Juden im Dritten Reich strafrechtlich zu ahnden ist, wenn sie in einem Schwimmbad öffentlich gezeigt wird. Im konkreten Fall wurde eine Freiheitsstrafe von acht Monaten verhängt.

## Rezeption
Johann Sebastian Bachs Kantate BWV 163 aus dem Jahr 1715 trägt den Titel Nur jedem das Seine. Der Text stammt von Salomon Franck und thematisiert (nach Mt 22,21 ) den Zwiespalt in den Loyalitäten des Menschen und gegenüber Gott.
Als pädagogisches Leitwort zur Entwicklung der kindlichen Veranlagung und Interessen verwendete es die Schriftstellerin und Scherenschnitt-Künstlerin Johanna Beckmann 1906 für ihr gleichnamiges Buch Jedem das Seine: „Nicht allen das Eine / Behalt’ dir das! / Jedem das Seine. Das macht Spaß.“ Ein scherzhaftes Gedicht von Eduard Mörike aus dem Jahr 1862 trägt ebenfalls den Titel Jedem das Seine. Es wurde 1939 von Hugo Distler als Chormusikstück vertont.
Der unmenschliche Missbrauch von „Jedem das Seine“ während der Naziherrschaft blieb nach 1945 in Westdeutschland allgemein wenig beachtet. Das Motto fand ohne Bedenken in seiner klassischen Bedeutung noch jahrzehntelang weite Verbreitung in Literatur und Medien.
Der Film To each his own kam in Deutschland 1946 zwar unter dem Titel Mutterherz heraus, wurde in der Presse jedoch auch als Jedem das Seine bekannt. Ein Lyrikband von Karl Schnog wurde 1947 unter diesem Titel veröffentlicht, ebenso die deutsche Ausgabe von Louis Bromfields Unterhaltungsroman McLeod’s Folly (You Get What You Give). 1966 erschien der politische Roman A ciascuno il suo (Jedem das Seine) von Leonardo Sciascia, der 1967 von Elio Petri verfilmt wurde. Darin wird ein Intellektueller nach der Aufdeckung eines Mafia-Mordes ermordet, weil er sich um Dinge gekümmert hat, die ihn angeblich nichts angingen. In den 1970er Jahren wurde an bundesdeutschen Bühnen die Komödie Jedem das Seine gespielt, eine Adaption des Stücks Fringe Benefits von Peter Yeldham und Donald Churchill.
Die Debatte verschärfte sich erst Ende der 1990er, als die Verwendung des Mottos im deutschen Sprachraum als Slogan in vereinzelten Werbe- und politischen Kampagnen zu Protesten führte, worauf einige dieser Werbekampagnen zurückgezogen wurden. Den Fall einer eingestellten Werbekampagne von Nokia nahm Henryk M. Broder 1999 in dem Buch „Jedem das Seine“ zum Anlass, augenscheinliche Absurditäten im Umgang der Deutschen mit den Juden zu beschreiben. Der Forderung des Verzichts auf einen gedankenlosen Gebrauch des Ausdrucks aufgrund der Verwendung durch die Nationalsozialisten steht die Position gegenüber, dass „Jedem das Seine“ meist in einem achtbaren Sinne gebraucht worden sei, anders als beispielsweise „Arbeit macht frei“.
Im März 2007 wurde am Stadttheater Klagenfurt eine von den Autoren Peter Turrini und Silke Hassler sogenannte „Volksoperette“ mit dem Titel Jedem das Seine uraufgeführt. In dem Stück geht es um einen Todesmarsch ungarischer Juden in den letzten Tagen des Zweiten Weltkriegs. Es wurde 2009/2010 mit dem Titel Vielleicht in einem anderen Leben verfilmt. Der auf der Berlinale 2009 aufgeführte Film Jedem das Seine von Stefan Schaller thematisiert die unterschiedliche Entwicklung zweier Roma-Brüder aus dem ehemaligen Jugoslawien.